# Tame (fiume)
Il Tame è un fiume inglese, affluente in destra orografica del Trent. Attraversa le aree densamente urbanizzate ed industrializzate della Black Country e della grande conurbazione delle West Midlands.

## Etimologia
Il toponimo deriva da una parola celtica che si ritiene significhi "scuro". Altri corsi d'acqua britannici, come il Tamigi, il Theme, il Teme, il Team ed il Tamar, condividono la medesima radice etimologica.

## Percorso
Il Tame nasce da due sorgenti differenti: la prima, quella che dà vita al Tame di Oldbury è situata presso il Titford, sobborgo della cittadina di Oldbury, la seconda invece è situata a nord-ovest di Bilston, sobborgo della città di Wolverhampton. I due rami si uniscono presso il Bescot Stadium, nella periferia meridionale di Walsall. Dopodiché il Tame continua il percorso verso sud, scorrendo parallelamente all'autostrada M6 e alla ferrovia West Coast Main Line. Lambisce quindi i sobborghi settentrionali di Birmingham e quelli meridionali di Sutton Coldfield. Una volta ricevuto in destra orografica il Rea piega verso est toccando le cittadine della parte orientale della conurbazione delle West Midlands. Dopo la confluenza in destra del Blythe e del Bourne, forma un'ansa volgendo verso nord nelle campagne del Warwickshire entrando poi nello Staffordshire. Presso la cittadina di Tamworth riceve in destra orografica l'Anker e poi continua sinuosamente verso nord. Presso il villaggio di Alrewas, a nord di Lichfield confluisce in destra nel Trent.